# Monte Mario

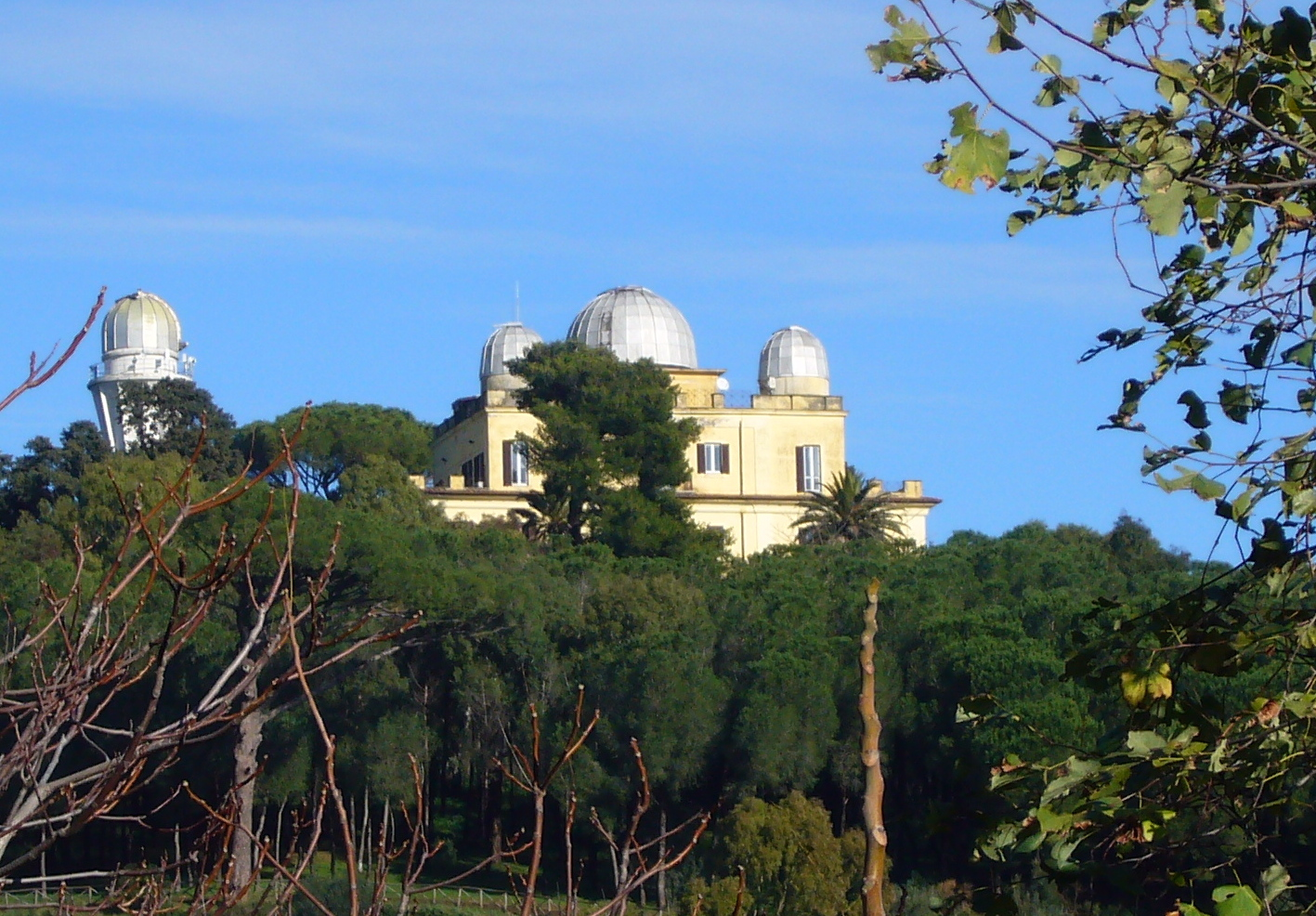
Osservatorio astronomico

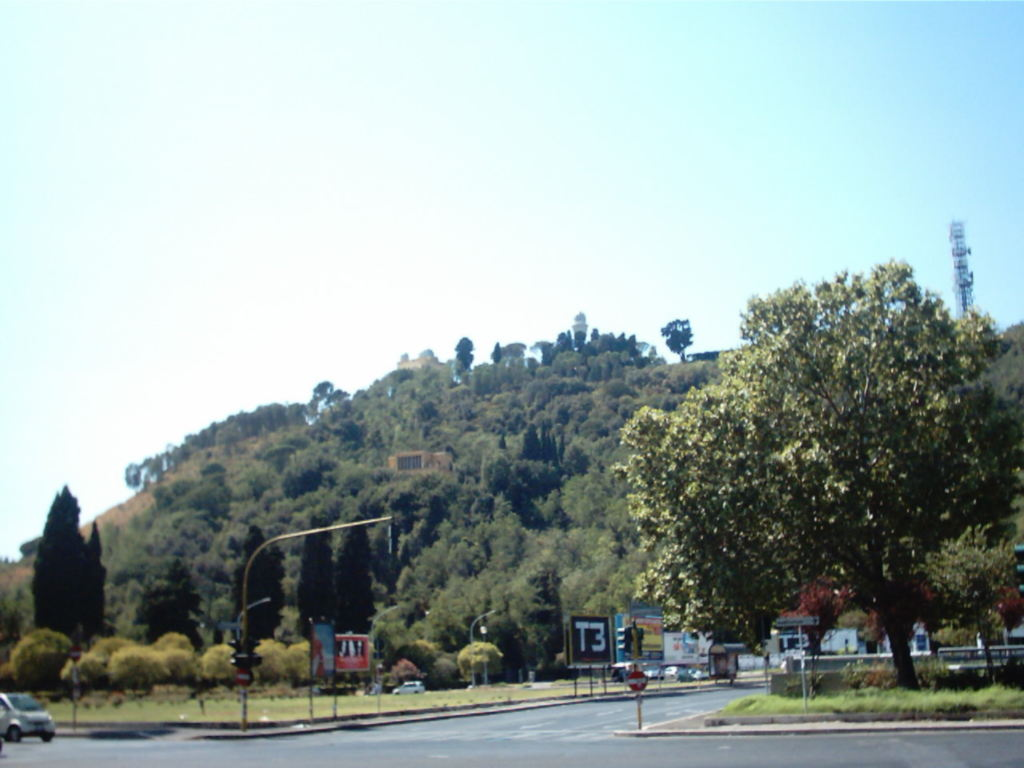
Vista di Monte Mario da Piazzale Maresciallo Giardino

Monte Mario è l'altura che sorge nell'area nord-ovest di Roma, sulla riva destra del Tevere, attraversata dalla via Trionfale. La collina è inclusa amministrativamente nel territorio del Municipio XIV (Roma Monte Mario) e in misura minore del Municipio I (Roma Centro) e del Municipio XV (Milvio) di Roma. Sull'altura si estendono le aree urbane denominate Trionfale, Belsito (piazzale Medaglie d'Oro e vie limitrofe) e Balduina. Il toponimo si estende in direzione nordoccidentale per includere le propaggini che saldano l'altura al sistema collinare formato dall'antico Vulcano Sabatino, includendo le aree urbane denominate Monte Mario Alto e Torrevecchia (limitatamente alla parte più a monte), tra le quali è collocata la stazione ferroviaria di Roma Monte Mario.
Con i suoi 139 metri d'altezza è il rilievo più imponente di Roma e per tale ragione è considerato, assieme al Gianicolo e al Pincio, uno dei punti più panoramici della città, in particolare dal belvedere di Parco Mellini presso lo storico locale "Lo Zodiaco", con vista a sud e a est sui quartieri limitrofi. Includendo le propaggini nord-occidentali attorno alla stazione di Roma Monte Mario si raggiunge tuttavia la quota di 141 metri s.l.m. in via Achille Mauri 4
L'altura è attraversata dal Parco Lineare più lungo di Roma (circa 4 km corredati di percorso ciclopedonale), che congiunge la stazione di Roma Monte Mario con il Parco di Monte Ciocci, sito a breve distanza dalla Città del Vaticano.
Questa località è stata inoltre scelta come vertice geodetico nella proiezione cartografica di Gauss-Boaga, originando il datum Roma 40.

## Storia

### Antichità
Tracce di un abitato fortificato (oppidum secondo la terminologia romana) di epoca orientalizzante (VIII-VII sec. a.C.) e arcaica (VI sec. a.C.) con grandi fossati e una necropoli con tombe a camera scavate nel tufo (forse uno dei Septem pagi sottratti, secondo la tradizione, da Romolo agli Etruschi di Veio) sono state messe in luce durante l'edificazione del quartiere di Monte Mario Alto. Il ritrovamento del fossato largo tra i 5 e gli 8 metri permette di collocare con precisione l'insediamento sull'altura tra via Giuseppe Taverna e via Giuseppe Allievo / via Floridiana, con il limite meridionale costituito dalla via Trionfale e quello settentrionale dal giardino di via Allievo, per una superficie complessiva di 10 ettari. Le necropoli, secondo consuetudine, si estendevano sui rilievi intorno all'abitato e particolarmente nell'area attorno alla Chiesa di Nostra Signora di Guadalupe a Monte Mario, oggi principale nucleo del quartiere: furono messe in luce almeno due tombe a camera, due a forno, una a fossa e due tombe a corridoio.
In epoca romana la sommità della collina era attraversata dalla via Triumphalis, il cui percorso è all'incirca ricalcato dalla moderna via Trionfale. La strada prende il nome dal trionfo celebrato da Marco Furio Camillo nel 396 a.C. per festeggiare la caduta della città etrusca di Veio al termine del lungo assedio. La via dovette avere un'importanza fondamentale nel garantire il vettovagliamento delle truppe romane di stanza attorno alla città nemica. Ritrovamenti di sepolture e di resti di monumenti sepolcrali di diverse epoche sono segnalati in più punti della strada lungo l'intero crinale di Monte Mario.
Deve considerarsi quasi certa la presenza sulla cima dell'altura, tra l'87 e l'82 a.C., del campo trincerato dei soldati al soldo di Lucio Cornelio Cinna durante gli scontri tra i sostenitori di Mario e di Silla: da questi eventi derivò il toponimo di clivus Cinnae attribuito alla collina da un'iscrizione sepolcrale del III sec. d.C. (CIL, VI 10247). La presenza dell'esercito di Cinna sulla cima di Monte Mario, da cui controllava minacciosamente la città, ebbe fine nell'82 a.C. con il ritorno di Silla e del suo esercito dalla campagna in Oriente contro Mitridate.
Parallelo alla via Trionfale presso l'attuale Monte Mario Alto corre l'Acquedotto Traiano (aqua Traiana), costruito non su arcuazioni ma a livello del piano di campagna; restaurato da papa Paolo V agli inizi del XVII secolo è oggi noto come Acqua Paola ed è tuttora in uso (un ingresso per l'ispezione e la manutenzione è costituito da una piccola costruzione moderna in mattoni visibile in via Ottavio Assarotti). All'incrocio con via della Pineta Sacchetti l'Acquedotto Traiano / Acqua Paola abbandona la via Trionfale e prosegue parallelo a via della Pineta Sacchetti verso la via Aurelia Antica, per giungere infine a Trastevere dove conclude il suo percorso.
Resti di ville o fattorie antiche sono segnalate sulla Carta Storica Archeologica Monumentale e Paesistica del Suburbio e dell'Agro Romano a Monte Mario Alto (via delle Benedettine) e presso lo Stadio Olimpico (via Edmondo de Amicis). Nel 1957 in largo Aldo Zucchi sono emersi i resti parziali di una cisterna del diametro di 6,90 m, appartenuta verosimilmente ad una villa posta nelle immediate vicinanze, forse quella dei Minicii la cui esistenza è supposta dal ritrovamento presso il sito del Forte Monte Mario dell'Ipogeo dei Minicii e dei resti di murature di sostruzione di una villa. L'evidente rarità di ville suburbane rispetto ad altre aree dell'agro romano è presumibilmente da imputare all'orografia scoscesa, incompatibile con le attività agricole, e all'ambiente in buona parte silvestre che ha da sempre caratterizzato il territorio di Monte Mario.

### Medioevo
Nel Medioevo Monte Mario si trovava lungo il tragitto della via Francigena, fondamentale via di comunicazione con l'Europa nordoccidentale, comunemente utilizzata dai pellegrini italiani e stranieri diretti a Roma: dopo aver seguito il tragitto dell'antica via Cassia fino alla cosiddetta Tomba di Nerone, il percorso piegava a sud tagliando attraverso l'attuale Riserva naturale dell'Insugherata e risaliva in direzione della via Trionfale percorrendo l'odierno quartiere di Monte Mario Alto (via Augusto Conti, via Achille Mauri, via Vincenzo Troya); successivamente i pellegrini proseguivano lungo la via Trionfale o altri percorsi secondari in direzione dei Prati di Castello e del quartiere di Borgo e concludevano il viaggio negli ostelli presso la Basilica di San Pietro in Vaticano. I pellegrini definivano la collina Mons Gaudii (monte della gioia) per la meraviglia che provavano osservando la Città Eterna dall'alto al termine del lungo cammino. Anche Dante Alighieri, quando venne a Roma con un'ambasceria fiorentina mandata a discutere con Bonifacio VIII nel 1301, transitò quasi certamente per la via Francigena e si soffermò su un belvedere della via Trionfale per ammirare Roma dall'alto: il poeta dimostra di conoscere Monte Mario (indicato nel Medioevo con il toponimo Montemalo) e la vista dalla sua sommità sulla Città Eterna ai vv. 109-111 del canto XV del Paradiso.

### Età moderna
Nel 1889 viene approvata la realizzazione della linea ferroviaria Roma-Capranica-Viterbo, con inizio del tracciato dalla stazione di Roma Trastevere. La ferrovia fu progettata per attraversare a mezzacosta l'altura di Monte Mario dal lato occidentale affacciato sulla Valle dell'Inferno fino alla località Sant'Onofrio (ove oggi sorge il Policlinico Agostino Gemelli), per poi dirigersi da qui verso il Lago di Bracciano e la sua destinazione finale. Nelle ultime propaggini nord-occidentali di Monte Mario (Colle di Sant'Agata) fu realizzata una stazione denominata stazione di Sant'Onofrio. La linea fu inaugurata il 29 aprile 1894. Il 1 giugno 1926 la stazione di Sant'Onofrio mutò il nome in Roma Monte Mario.
Monte Mario Alto, incluso nel suburbio Della Vittoria, costituisce l'area di più antica urbanizzazione del colle: negli anni venti del Novecento una cooperativa di postelegrafonici costruì a breve distanza dalla via Trionfale un primo insediamento denominato Case Nostre, contraddistinto da villini cinti da giardini sull'esempio della coeva Città Giardino Aniene e più in generale delle garden cities d'ispirazione anglosassone, villini che ancora in buona parte si conservano nel tessuto urbano di più recente edificazione incentrato sulla neoromanica Chiesa di Nostra Signora di Guadalupe (1928-1932) e sull'omonima piazza. Monte Mario Alto è altresì storicamente e topograficamente legato al complesso dello storico ex manicomio provinciale di Santa Maria della Pietà che sorge sul lato opposto della via Trionfale, uno dei più grandi e antichi d'Europa (edificato tra il 1909 ed il 1914), i cui padiglioni siti all'interno di un vasto giardino alberato sono oggi adibiti a varie funzioni pubbliche.
Sul finire degli anni 60 del XX secolo cominciano i lavori di trasformazione della linea ferroviaria per Viterbo in un servizio di tipo metropolitano: il 2 maggio 1968 viene inaugurata la fermata di Roma Balduina, il 27 novembre 1970 viene aperta la fermata di Roma San Filippo Neri, il 1 marzo del 1971 viene aperta anche la fermata di Roma Pineta Sacchetti. In vista del Giubileo del 2000 viene deciso un completo rinnovamento della linea nel suo tratto urbano e suburbano, con rifacimento delle stazioni, elettrificazione e raddoppio della tratta; Roma Pineta Sacchetti muta la sua denominazione in Gemelli; vengono inoltre create la nuova stazione di Appiano e la stazione di Valle Aurelia, la prima in Italia su un viadotto, utile per l'interscambio con la linea A della Metropolitana. I lavori si concludono il 28 maggio del 2000. L'altura di Monte Mario si trova così ad essere servita da 6 stazioni ferroviarie poste ad intervalli regolari lungo l'intero crinale; i binari della linea sono stati in gran parte "tombati" per attutire l'impatto visivo e sonoro della ferrovia. Negli anni successivi al Giubileo il tombamento è stato gradualmente trasformato in un Parco Lineare (inaugurato il 14 giugno 2014) corredato da un percorso ciclopedonale che congiunge la stazione di Roma Monte Mario con il Parco di Monte Ciocci, situato quasi 5 km più a sud.
L'importante sviluppo urbanistico di Monte Mario durante la seconda metà del XX secolo unitamente alle difficoltà create dall'orografia di questi luoghi aveva portato negli ultimi decenni del Novecento allo sviluppo di gravi problematiche relative al traffico automobilistico. Per garantire migliori collegamenti con i restanti quartieri di Roma, posti per lo più ad una quota di circa 100 metri inferiore rispetto al pianoro sommitale di Monte Mario, sul finire degli anni '90 fu presentato dalla giunta Rutelli un progetto di tunnel stradale a 4 corsie di prolungamento della Tangenziale Est che avrebbe dovuto mettere in collegamento l'area della Farnesina con via della Pineta Sacchetti, presso l'ingresso del Policlinico Agostino Gemelli. I lavori ebbero inizio il 1 ottobre 2001 durante il mandato del sindaco Walter Veltroni e l'inaugurazione avvenne il 22 dicembre 2004, con la denominazione di Galleria Giovanni XXIII in memoria di papa Roncalli.

### Origine del nome
L'origine del toponimo non è chiara. Nell'antichità l'altura (o più verosimilmente una parte di essa) appare indicata come clivus Cinnae su un'iscrizione (CIL, VI 10247) relativa ad un monumento sepolcrale posto tra il secondo ed il terzo miglio della via Trionfale. Il toponimo sembra derivare dal nome del console dell'87 a.C. Lucio Cornelio Cinna, che si era accampato con il suo esercito sulle alture intorno a Roma (evidentemente sulla cima di Monte Mario) per mettere in scacco la città durante gli scontri tra le fazioni guidate da Mario e da Silla. Essendo Cinna uno stretto alleato di Mario, non può escludersi che il toponimo Monte Mario risalga proprio a tali eventi e che possa essere stato impiegato in modo alternativo a quello di Clivo di Cinna attestato dall'iscrizione. In un passo di Cicerone si fa riferimento al Tevere che da Ponte Milvio lambisce i montes Vaticani, espressione plurale con la quale sono apparentemente indicati sia il colle oggi chiamato Vaticano che la collina di Monte Mario. "Clivo di Cinna" è oggi il nome di una via nella zona Balduina che a sua volta sorge su Monte Mario.
Nel Medioevo, almeno a partire dal pontificato di Pasquale II nell'XI secolo, l'altura era comunemente chiamata Monte Malo o Montemalo, forse a seguito dell'uccisione nel 998 di Crescenzio Nomentano (aristocratico romano a capo di una rivolta popolare contro le ingerenze straniere nel papato) da parte dell'imperatore Ottone III e della successiva esibizione del cadavere appeso ad una forca sulla sommità della collina. A Montemalo, per bocca di Cacciaguida, fa riferimento Dante Alighieri nel canto XV del Paradiso (vv. 109-111), allorché paragona la vista dalla collina a quella del colle Uccellatoio nei pressi di Firenze. Toponimo alternativo utilizzato dai pellegrini medievali che si recavano a Roma seguendo il percorso della via Francigena è quello di Mons Gaudii (monte della gioia), con riferimento all'entusiasmo per la vista dall'alto della città al termine del viaggio.
Il toponimo Monte Mario è attestato sulle opere a stampa a partire dalla prima metà del XVI secolo. Tuttavia il Nibby ricorda il riferimento topografico "in Monte Marii" presente nella cronaca manoscritta denominata Diarium Romanum del 1409. Non è tuttavia certo che la forma Monte Mario si sia diffusa per corruzione del toponimo medievale, non potendosi escludere che essa abbia convissuto con la forma Malo già durante il Medioevo. In ogni caso, sulla base di tali testimonianze, l'ipotesi diffusa su guide, siti web e pubblicazioni non specialistiche che il nome del rilievo derivi dalla presenza della villa appartenuta a Mario Mellini, umanista del XV secolo, poi restaurata come sede dell'osservatorio astronomico di Roma e dal 1935 sede anche del Museo Astronomico e Copernicano, appare destituita di ogni fondamento.
La proposta di far derivare il toponimo moderno dall'attestato mons Aureus è anch'essa da rigettare perché è noto che tale toponimo era comunemente usato in epoca medievale per designare il Gianicolo, sulla base della particolare colorazione giallastra del terreno, come testimoniato ad esempio dal nome della Chiesa di S. Pietro in Montorio (nei documenti medievali in latino designata esplicitamente come Ecclesia Sancti Petri Montis Aurei). Proprio per analogia con il toponimo medievale del Gianicolo è stato proposto che il toponimo Monte Mario possa derivare non dal gentilizio latino Marius ma dal termine latino mare, con riferimento alle conchiglie fossili che si rinvengono in alcuni punti dell'altura.

## Descrizione
(Marco Valerio Marziale, Epigrammi, IV, 64)

### Insediamenti civili
- Sede della Presidenza e dell'Amministrazione centrale dell'INAF (Istituto nazionale di astrofisica). Il Museo astronomico e copernicano e la Torre Solare fanno parte dell'Osservatorio astronomico di Roma;
- Centro trasmittente RAI;
- Azienda ospedaliera San Filippo Neri;
- Facoltà di "Medicina e Chirurgia" "A. Gemelli" dell'Università Cattolica del Sacro Cuore e policlinico universitario "Agostino Gemelli";
- Facoltà di "Economia e Management" dell'Università Cattolica del Sacro Cuore (sede di Roma);
- Stazione meteorologica di Roma Monte Mario
- lato sud il quartiere Della Vittoria e l'omonimo suburbio;
- lato ovest: il quartiere Trionfale, l'omonimo suburbio e il quartiere Primavalle;

La zona edificata del colle si estende essenzialmente lungo i crinali, su cui si sviluppano quartieri residenziali medio e altoborghesi (Balduina, Trionfale, Belsito e Della Vittoria) nella parte centro-meridionale e medio/popolari nella parte più a nord (comprendente la porzione settentrionale del quartiere Primavalle, detta Torrevecchia, e l'area urbana di Monte Mario Alto sita a ridosso della Riserva naturale dell'Insugherata).

### Parchi e Aree Verdi
- Riserva naturale di Monte Mario: riserva naturale con una superficie di 238 ettari circa, si estende sul versante orientale del colle per una lunghezza di oltre 4 km dal Palazzo della Farnesina (Ministero degli Affari Esteri) fino al Parco di Monte Ciocci presso Valle Aurelia. Ospita alcuni percorsi naturalistici.
- Riserva naturale dell'Insugherata: area protetta che contiene la maggior parte delle erbe censite a Roma. Prende il suo nome dall'abbondante presenza di sugheri: vi si accede dalle officine del san Filippo Neri, da via Andrea Angiulli e da via Augusto Conti. È un importante corridoio biologico tra l'area urbanizzata a nord di Roma ed il sistema naturalistico Veio-Cesano, a nord-ovest della capitale. La nuova perimetrazione e i recenti lavori del Grande Raccordo Anulare hanno ridotto considerevolmente l'area protetta a nord.
- Parco regionale urbano del Pineto: è un'area naturale protetta del comune di Roma collocata sul versante occidentale della collina. Istituita nel 1987 su un'estensione di circa 240 ettari, prevede un'area di riserva integrale di 26 ettari. Vi si può entrare via della Pineta Sacchetti e da via Proba Petronia.
- Parco di Santa Maria della Pietà: giardino pubblico contraddistinto da un'ampia pineta all'interno della quale sono collocati i padiglioni dell'ex manicomio provinciale di Roma, oggi in gran parte recuperati ed adibiti ad altre funzioni pubbliche.
- Parco di Monte Ciocci: collocato alle propaggini meridionali di Monte Mario a breve distanza dalla Città del Vaticano, è stato inaugurato nel 2013.
- Area verde di via Giuseppe Allievo: giardino pubblico collocato nel quartiere di Monte Mario Alto su un'area non edificata di interesse archeologico.
- Parco Lineare: Realizzato sul vecchio tracciato della linea metropolitana Roma-Viterbo ed inaugurato il 14 giugno del 2014 è il più grande Parco Lineare di Roma, con tanto di pista ciclopedonale che collega la zona della stazione di Monte Mario, dal complesso di Santa Maria della Pietà, con il parco di Monte Ciocci. Cinque chilometri di percorso, dieci accessi integrati con le strade di mobilità tradizionale, l'incrocio con quattro stazioni della linea FR3 (Monte Mario, Gemelli, Balduina, Appiano), spazio per i bambini che hanno a disposizione tre aree giochi e una pista di pattinaggio, tornelli fra una strada e l'altra, per evitare l'ingresso alle auto e ai motorini. E poi ancora, dieci fontanelle e oltre cento panchine, per chi vuole riposarsi lungo il tragitto, che ha una pendenza media dell'1% quindi facilmente accessibile anche a chi non usa la bici o non è solito fare passeggiate tutti i giorni, per un totale di sei ettari di superficie. E la possibilità di attraversare parte della città a piedi o in bicicletta per poi affacciarsi al Belvedere del parco di Monte Ciocci dove è possibile ammirare il panorama di Roma con la Cupola di San Pietro.

## Monumenti e luoghi di interesse

### Architetture civili
- Villa Madama, sita sulle pendici di Monte Mario nei pressi del Foro Italico, fu realizzata nel rinascimento come villa medicea su progetto di Raffaello e Antonio da Sangallo il Giovane e decorata da alcuni dei massimi artisti attivi a Roma nel Cinquecento. Viene oggi usata come sede di rappresentanza dalla Presidenza del Consiglio dei ministri e dal Ministero degli Affari Esteri della Repubblica Italiana.
- Villa Mellini, fu fatta costruire dal cancelliere perpetuo del Comune Mario Mellini durante il pontificato di Sisto IV (1471-1484) in uno dei punti più panoramici dell'altura. Nel 1788 passò ai Falconieri che fecero realizzare il portale che ancora introduce alla villa dalla via Trionfale. Divenuta di proprietà pubblica dopo l'Unità d'Italia, nel 1935 la villa fu trasformata in sede dell’Osservatorio Astronomico di Monte Mario e del Museo Astronomico e Copernicano, con la realizzazione delle cupole per le osservazioni telescopiche. L’Osservatorio è rimasto in funzione fino al 2000, quando è stato definitivamente trasferito nella nuova sede di Monte Porzio Catone. Oggi la villa è sede della presidenza e dell’amministrazione centrale dell’Istituto Nazionale di Astrofisica (INAF). Attorno alla villa si estende il Parco Mellini.
- Villa Monte Mario (Malvezzi Campeggi), situata al n. 6053 di via Trionfale, fu edificata nel Seicento probabilmente dalla famiglia Massimo e divenne possesso dei Mazzocchi sul finire del XIX secolo ed infine dei Malvezzi Campeggi; è circondata da un vasto parco decorato da statue antiche e moderne. L'edificio principale è di soli due piani, esternamente dipinto di giallo e di rosso così da evidenziare le partiture architettoniche; la struttura è sovrastata da una torretta frutto di un ampliamento ottocentesco.[15]
- Villa Mazzanti, situata a mezzacosta del versante orientale a breve distanza dalla sede dell'Osservatorio astronomico e da Villa Madama, fu edificata alla metà dell'Ottocento da Luigi Mazzanti e circondata da un elegante giardino con vialetti e giochi d'acqua. Tra il 1990 ed il 1994 il complesso è stato trasformato in parco pubblico mentre l'elegante casino con le pareti esterne affrescate è stato destinato a sede dell'Ente Regionale "Roma Natura".
- Villa Miani, realizzata nel 1873 in stile neoclassico su una delle sommità più panoramiche di Monte Mario, fu acquisita negli anni 30 del Novecento dal conte Miani, da cui ha derivato il nome attuale, ed è oggi utilizzata come location per eventi. La villa è nota per essere stata il set di una delle più celebri scene del cinema comico italiano, la cena organizzata dalla Contessa Serbelloni Mazzanti Viendalmare nel film Il secondo tragico Fantozzi oltre che del film Lo scopone scientifico.
- Casale Ciocci, si erge all'estremità meridionale di Monte Mario ed è oggi inserito all'interno del Parco di Monte Ciocci, che da esso deriva il nome. Fu realizzato poco prima della metà del Cinquecento per Blosio Palladio, segretario di vari papi durante il Rinascimento e vescovo di Foligno. Alla fine dell'Ottocento, passato in proprietà della famiglia Ciocci, il casale fu affiancato da una torretta in mattoni di stile eclettico. Dopo un lungo periodo di degrado nel corso del XX secolo il casale è stato acquistato da privati e ristrutturato.

### Architetture religiose
- Chiesa di Santa Maria del Rosario a Monte Mario, seicentesca chiesa barocca collocata lungo il percorso della via Trionfale, a monte di piazzale Clodio, fu più volte restaurata ed ampliata. La facciata si erge in cima ad una elegante scalinata a doppia rampa. Vi è annesso un convento di clausura.
- Chiesa di San Francesco d'Assisi a Monte Mario (anche conosciuta come Sant'Onofrio in Campagna), sorge nel luogo di un piccolissimo borgo rurale chiamato Borgo Clementino e fu costruita su progetto di Pietro Passalacqua tra il 1667 ed il 1676 grazie ad un lascito di Bartolomeo Neri, protonotario apostolico. Presenta internamente decorazioni di gusto barocco.
- Chiesa di Nostra Signora di Guadalupe a Monte Mario, chiesa in stile neoromanico costruita tra gli anni 20 e 30 del Novecento nel quartiere di Monte Mario Alto.
- Statua della Madonna Salus Populi Romani (cosiddetta "Madonnina di Monte Mario"), realizzata in bronzo dorato dallo scultore Arrigo Minerbi e posta nel 1953 sul ciglio della collina presso il Centro di Riabilitazione Don Orione, è alta 9 metri e poggia su un basamento di 18 metri, così da essere visibile a notevole distanza. Fu realizzata in seguito ad un voto popolare espresso durante l'occupazione nazista della città nel corso della seconda guerra mondiale.

#### Scomparse
- Chiesa della Santa Croce di Monte Mario, si trovava lungo la via Trionfale, tra i Casali Mellini ed il portale di ingresso alla villa omonima. Durante il Medioevo era stata eretta in questo luogo una cappella per ricordare il supposto punto in cui Costantino ebbe la celebre visione della Croce nel cielo prima della battaglia di Ponte Milvio. La piccola chiesa primitiva fu fondata nell’anno giubilare 1350 dal vescovo di Orvieto Ponzio Perotti, vicario del Papa, in uno dei luoghi panoramici più ammirati dai pellegrini che giungevano a Roma. Nel 1470 l’edificio fu ricostruito dai Mellini e adattato a cappella di famiglia. Nel 1696 il cardinale Mellini fece realizzare decorazioni in stile barocco e vi fece trasferire le spoglie del martire San Moderato. L’ingresso era raggiungibile dalla strada tramite due scale gemelle, l’interno era ad una navata con pareti ornate di stucchi, il pavimento presentava numerose iscrizioni provenienti dalle catacombe cristiane. Fu distrutta dal Genio militare tra il 1877 e il 1882 per costruire l'attuale muro di cinta. Si conservano la sacrestia, inserita nel complesso dei Casali Mellini, e resti di murature pertinenti alle scale di accesso all'aula di culto ancora visibili lungo il margine della strada.[16][17][18]

### Architetture militari
- Forte Monte Mario, terminato nel 1882 e oggi in stato di parziale abbandono.
- Forte Trionfale, terminato nel 1888 e passato nel 2015 in proprietà dell'amministrazione comunale, resta oggi inutilizzato in attesa di restauri.
- Cimitero Militare Francese, sito a monte del Palazzo della Farnesina, contiene le salme di quasi 2000 caduti francesi durante la campagna d'Italia del secondo conflitto mondiale.

### Siti archeologici
Molteplici sono le notizie di ritrovamenti di sepolcri romani lungo l'asse della via Trionfale (ad esempio riemersi durante i lavori di costruzione del Forte Trionfale o all'incrocio tra via Trionfale e via Troya) o più di rado in altri luoghi della collina. Nel 2017 due sarcofagi in marmo sono stati dissotterrati all'incrocio tra via Edmondo de Amicis e viale dello Stadio Olimpico, poco a monte della tribuna Monte Mario dell'impianto sportivo.
- Cisterna romana di largo Zucchi, rinvenuta nel 1957 e parte di una villa situata nei paraggi (forse quella dei Minicii), è oggi inserita all'interno di un giardino pubblico.

#### Scomparsi
- Ipogeo dei Minicii, rinvenuto nel 1881 sulla cima di Monte Mario durante i lavori di realizzazione del Forte Monte Mario, misurava 5 x 4 m per lato con pavimento in mattoni e porta di travertino. Al centro della camera sepolcrale si ergeva l'ara-cinerario di Minicia Marcella, figlia dodicenne del console del 107 d.C. G. Minicio Fundano, come si apprende dall'iscrizione (CIL, VI 16631); lungo le pareti laterali erano posti altri 5 sarcofagi non iscritti e il cinerario di Statoria Marcella (probabilmente la madre della fanciulla, CIL, VI 16632) con un altro. Per un caso straordinario la sorte della ragazza è conosciuta da una lettera di Plinio il Giovane a Marcellino (Ep. V, 16) in cui si fa cenno alle sue doti, al suo fidanzamento, all'insorgere della malattia e al modo in cui la giovane stessa confortava il padre e la sorella. La presenza del sepolcro sulla cima dell'altura è probabilmente dovuta all'esistenza in quel luogo di una villa di proprietà dei Minicii, cui potrebbe essere connessa anche la cisterna romana rinvenuta in largo Zucchi. Dopo la scoperta il sepolcro fu demolito per consentire il proseguimento dei lavori per il forte mentre i reperti sono oggi esposti nel Museo Nazionale Romano, sede delle Terme di Diocleziano.[20][21]
- Catacomba di Sant'Onofrio in Campagna (anche detta di Sant'Agata), rinvenuta tra il 1669 ed il 1674 poco oltre la Chiesa di Sant'Onofrio in Campagna (oggi Chiesa di San Francesco d'Assisi a Monte Mario), nel fondo di Sant'Agata. Ancora accessibile agli inizi del XX secolo, non si hanno oggi notizie sulla sua collocazione, stato ed estensione.[22] Si tratta verosimilmente di un ipogeo non cristiano pertinente al borgo agricolo che esisteva in età imperiale presso la via Trionfale nell'area di Monte Mario Alto.

## Circuito di Monte Mario
Il 22 febbraio del 1925 si tenne a Roma sul circuito cittadino che si sviluppava sulla collina di Monte Mario e sulla pianura sottostante il primo Reale Premio di Roma (o Gran Premio Reale di Roma). La gara fu vinta da Carlo Masetti a bordo di una Bugatti Type 35 percorrendo una distanza complessiva di 424 km ad una media di 97,287 km/h, precedendo Emilio Materassi su Itala 55. Il 24 febbraio lo stesso circuito ospitò la gara motociclistica vinta da Tazio Nuvolari con la sua Bianchi 350, la leggendaria Freccia Celeste. Si legge negli archivi: T.G. Nuvolari finale: 1ª classe 350. Tempo impiegato: 2 ore 04'57”3/5; media 76,344 km/h; giro veloce: 7'55"1/5; media 80,303 km/h; percorso 159 km (10,600x15 giri).
Il circuito di poco più di dieci chilometri partiva da viale delle Milizie, tra viale Beato Angelico e largo Trionfale, piegava in via della Giuliana e si sviluppava verso via Trionfale e lungo la salita di Monte Mario fino alla barriera del dazio. Il tracciato proseguiva poi attraverso via della Camilluccia sino alla via Cassia per ridiscendere in corrispondenza di piazza dei Giuochi Delfici continuando verso piazzale di Ponte Milvio, via Capoprati, piazzale Maresciallo Giardino e viale Angelico per tornare infine su viale delle Milizie.
A cura di Moto Guzzi Roma e col patrocinio della Regione Lazio, della Provincia di Roma e di Roma Capitale, dal 2004 è stata riproposta una rievocazione del Circuito di Monte Mario con moto d'epoca.